# Colette (nombre)
Colette es un nombre femenino francés. Puede referirse a:
- Colette Audry (1906-1990), novelista, guionista y crítico francesa
- Colette Besson (1946-2005), atleta francesa
- Colette Marca (1967-), esquiadora freestyle y medallista olímpica suiza
- Colette Brosset (1922-2007), actriz, escritora y coreógrafa francesa
- Colette Capriles, académica venezolana
- Colette Flesch (1937-), política y ex esgrimista luxemburguesa
- Colette Guillaumin (1934-), socióloga francesa
- Colette Mann (1950-), actriz australiana
- Colette santa de Corbie (1381-1447), santa católica
- Colette Acuña (1982-), cantante mexicana

## Personajes ficticios
- Colette Brunel, personaje en Cuentos de Symphonia
- Colette Tatou, personaje en la película Ratatouille

## Álbumes
- Colette (álbum), (2007)

- Datos: Q16275223
- Multimedia: Colette (given name) / Q16275223